# Julius Buckler
Julius Buckler (Mainz-Mombach, 28 marzo 1893 – Bonn, 23 marzo 1960) è stato un militare e aviatore tedesco, asso dell'aviazione durante la prima guerra mondiale con 36 vittorie, decorato con la  Croce di Cavaliere dell'Ordine Pour le Mérite.

## Biografia
Nacque a Mainz-Mombach il 28 marzo 1893, figlio di un locandiere. Inizialmente lavorò nell'attività di famiglia, ma all'età di quindici anni si interessò all'aviazione ed andò a lavorare presso l'ingegnere aeronautico Jacob Goedecker presso la Großer Sand a Gonsenheim. Nel 1913 si arruolò nell'esercito del Granducato d'Assia, entrando in servizio presso il Infanterie-Leib-Regiment „Großherzogin“ (3. Großherzoglich Hessisches) Nr. 117 di stanza a Magonza.  Dopo lo scoppio della grande guerra partecipò alle operazioni belliche sul fronte occidentale (1914-1918), fu decorato con la Croce di Ferro di seconda classe nell'agosto 1914, e rimase gravemente ferito nel settembre dello stesso anno. Una volta guarito chiese, ed ottenne, il passaggio in servizio nella Luftstreitkräfte.
Effettuò l'addestramento iniziale presso la nel mese di novembre Flieger-Ersatz-Abteilung 6, conseguendo il brevetto di pilota quattro settimane dopo. Nell'estate del 1915 eseguì missioni per la direzione del tiro dell'artiglieria su Verdun in qualità di osservatore d'aeroplano con la Flieger-Abteilung (Artillerie) 209. Conseguito il brevetto di pilota rientrò in servizio presso la sua unità. Il 21 marzo 1916, stava preparandosi ad un attacco contro un Voisin francese quando un Fokker Eindecker attaccò l'aereo nemico e  lo abbatté. L'Eindecker seguì lui e l'osservatore fino alla loro base, dove il pilota si presentò come Oswald Boelcke. L'incontro con l'allora asso principale della guerra infuse in lui il desiderio di diventare un pilota di caccia.
Nel novembre 1916 si trasferì presso la Jagdstaffel 17, come membro fondatore, unità che poco dopo fu riequipaggiata con gli Albatros D.II. Conseguì la sua prima vittoria a spese di un Caudron francese su Bras il 17 dicembre 1916, cui seguì la seconda il 14 febbraio 1917, e la terza il giorno successivo. Il 17 luglio conseguì la vittoria numero 11, abbattendo un caccia Sopwith Pup anche se rimase ferito di nuovo e non conseguì ulteriori vittorie fino al 9 agosto quando abbatte un caccia Sopwith Camel. L'11 agosto nuova vittoria a spese di un Royal Aircraft Factory R.E.8 britannico, ma rimase ferito il giorno successivo. La 14 vittoria a spese di un caccia Airco DH.5 avvenne il 29 settembre. Il 18 novembre 1917 fu promosso tenente, e rimase ferito per la quarta volta, sia alle braccia che al petto, il 30 novembre. Nel successivo incidente si ruppe completamente entrambe le braccia, rimanendo sotto il suo aereo distrutto per ore prima che la fanteria tedesca al contrattacco raggiungesse il relitto e lo trasse in salvo.
Il 4 dicembre 1917, mentre era ricoverato in ospedale, fu insignito dell'Ordine Pour le Mérite. Gli infortuni lo tennero fuori dai combattimenti per mesi, e rientrato in servizio conseguì la sua 31 vittoria il 16 aprile 1918, a spese di un Breguet Bre 14 francese. Conseguì ulteriori tre vittorie prima di essere gravemente ferito ancora una volta, alla caviglia destra, il 6 maggio 1918. Rimase in ospedale per otto settimane, e ritornato al reparto il 5 ottobre, abbatte un Salmson 2, cui seguì un Bréguet 14 il 24 ottobre. Ottenne altre due vittorie in più negli ultimi giorni della guerra, una confermata il 30 ottobre e una non confermata l'8 novembre.
Nel 1939 diede alle stampe il suo libro di memorie Malaula, der Kampfruf meiner Staffel. Rientrato in servizio dopo lo scoppio della seconda guerra mondiale, fu comandante della base aerea di Strausberg dal 1942 all'aprile 1945. Nel 1956 il Deutschen Aero Club organizzò il Deutschlandflug, che partì il 22 giugno alla presenza del Ministro federale dei trasporto Hans-Christoph Seebohm che diede il via alla prima tappa Hangelar–Braunschweig. Oltre ai noti piloti Elly Beinhorn, Albert Falderbaum e Johannes Steinhoff vi era anche Julius Buckler. Si spense a Bonn il 23 maggio 1960.
Le sue decorazioni militari sono conservate presso il Mainzer Garnisonsmuseum.

## Pubblicazioni
- Malaula, der Kampfruf meiner Staffel, Steininger, Malaula Berlin. 1939.

### Annotazioni
1. ↑  Tale reggimento era intitolato alla granduchessa Alice d'Assia e del Reno che era andata in sposa allo zar Nicola II di Russia.
2. ↑  All'epoca prestava servizio nella Jagdstaffel 17 dove aveva a sua disposizione due aeroplani dedicati, denominati Mops e Lilly.

### Fonti
1. 1 2 3 4 5 6 7 8 9 10  Franks, Bailey, Guest 1993, p. 87.
2. 1 2 3 4 5 6 7  The Aerodrome.
3. 1 2  VanWyngarden 2013, p. 16.
4. ↑  VanWyngarden 2013, p. 18.
5. 1 2 3 4  Franks, Bailey, Guest 1993, p. 88.
6. ↑  Google books  Retrieved 10 November2020.